# 金漢率 (體操運動員)
金漢率（韩语： Kim Hansol，1995年12月29日—）来自首尔，是一名韩国男子竞技体操运动员。小学二年级时，金漢率在其父亲的建议下开始接触体操。在他早年生活的大部分时间里，他都是受到父亲的影响。
2017年10月，他在加拿大蒙特利尔进行的世界体操锦标赛上获得男子跳马铜牌。这一成绩使他在2018年年初获得韩国体操协会颁发的2017年度最佳体操选手奖。